# Manitou Lake
Manitou Lake är en sjö i Kanada.   Den ligger i provinsen Saskatchewan, i den centrala delen av landet, 2 600 km väster om huvudstaden Ottawa. Manitou Lake ligger 598 meter över havet. Arean är 78 kvadratkilometer.
Trakten runt Manitou Lake består till största delen av jordbruksmark. Trakten runt Manitou Lake är nära nog obefolkad, med mindre än två invånare per kvadratkilometer.